# Conacul Rosetti-Roznovanu de la Lipcani
Conacul Rosetti-Roznovanu de la Lipcani (uneori Rozovan) este un monument de arhitectură de importanță națională din orașul Lipcani, raionul Briceni (Republica Moldova). Edificiul datează cu anii 1820. Anterior a fost secție de chirurgie a spitalului din orașul Lipcani.

## Istorie

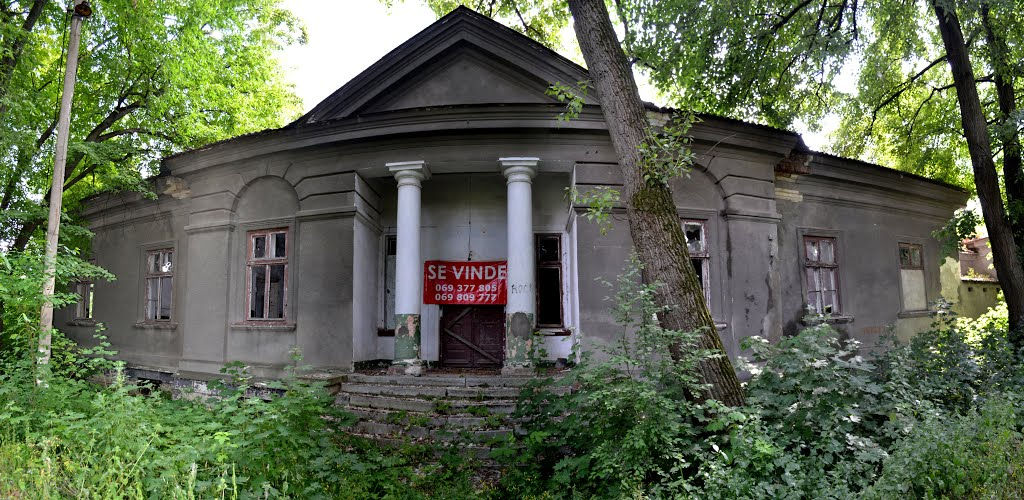
Conacul Rosetti-Roznovanu de la Lipcani

Construcția edificiului a demarat la începutul secolului al XIX-lea, în timpul vieții contesei Ecaterina Rosetti-Roznovan (1785–1870). Alături a fost înălțată Biserica „Sf. Ecaterina”, care nu s-a mai păstrat însă până în zilele noastre. Conacul este unul dintre primele realizate în stilul arhitectural clasicist, apărute în Basarabia anilor 1830.
În spațiul românesc, familia Rosetti era celebră pentru bogăția sa. Una din proprietățile familiei boierești, care datează din 1832, adăpostește actualul sediu al Primăriei din Iași.
După moartea contesei Rosetti-Roznovan, conacul a fost deținut de nepoata sa, Ecaterina K. von Ditman (1845–1923), în timpul acesteia fiind ridicate o anexă cu două etaje și turnul de apă (1884).
Conacul fost reconstruit în anul 1870 și la mijlocul anilor '50 ai secolului al XX-lea, ultima dată pentru a fi transformat în spital de către sovietici.